# 로디언주
로디언주(Lothian)는 스코틀랜드의 옛 주이다. 이는 포스만(Firth of Forth)의 남쪽 해안과 램머뮤어 언덕(Lammermuir Hills) 및 무어풋 언덕(Moorfoot Hills) 사이에 있는 스코틀랜드 저지대의 지역이다. 주요 정착지는 스코틀랜드의 수도인 에든버러이고 다른 중요한 도시로는 리빙스턴, 린리스고우, 바스게이트, 퀸스페리, 달키스, 보니리그, 페니쿠익, 머셀버그, 프레스턴판스, 트라넨트, 노스베릭, 던바, 휘트번, 해딩턴이 있다.
역사적으로 로디언이라는 용어는 현재 스코틀랜드 남동부의 대부분을 포괄하는 지역을 지칭했다. 7세기에 로시안은 후기 노섬브리아 왕국의 북부 지역인 앵글리아 왕국 베르니시아의 지배를 받게 되었지만, 로시안에 대한 앵글족의 지배력은 픽트족에게 패한 네크탄스미어 전투 이후 빠르게 약화되었다. 로디언은 10세기경 스코틀랜드 왕국에 합병되었다.
이후 스코틀랜드 역사에서는 이 지역이 미들로디언(Midlothian), 이스트 로디언(East Lothian), 웨스트 로디언(West Lothian)의 3개 카운티로 세분화되어 "로디언(Lothians)"이라는 대중적인 명칭이 탄생했다.